# NGC 5839
NGC 5839 (другие обозначения — UGC 9693, MCG 0-38-23, ZWG 20.58, PGC 53865) — линзообразная галактика (S0) в созвездии Дева.
Этот объект входит в число перечисленных в оригинальной редакции «Нового общего каталога».